# Michele Attumonelli
Michele Attumonelli (Andria, 1750 – Parigi, 1826) è stato un medico e letterato italiano.
Nato ad Andria si laureò in medicina. Si trasferì a Parigi diventando ben presto un celebre medico. Morì in quella stessa città nel 1826.

## Opere
- Memoria sopra le acque minerali di Napoli ed i bagni a vapore;
- Ragionamento Istorico-Fisico su la Eruzione del Vesuvio accaduta nel Mese di Agosto di questo corrente anno 1779, Napoli 1779
- Elementi di fisiologia medica, Napoli 1787.